# Malackapåfågelfasan
Malackapåfågelfasan (Polyplectron malacense) är en utrotningshotad fågel i familjen fasanfåglar inom ordningen hönsfåglar. Den förekommer i Sydostasien. Arten är fåtalig och minskar i antal på grund av jakt och skogsavverkningar. IUCN listar den som sårbar.

## Utseende och läte
Malackapåfågelfasan är en rostbrun, tofsförsedd hönsfågel som uppvisar tydlig storleksskillnad mellan könen, med kroppslängden för hanen 50–53,5 cm och för honan 40–45 cm. Hanen har tydliga gröna ögonformade fläckar, framför allt på vingtäckare och stjärt. Stjärten är lång och bred. På huvudet syns en lång, framåtriktad tofs. Den mindre honan har kortare tofs och kortare stjärt med mindre och mer färglösa ögonfläckar.
Jämfört med grå påfågelfasan är den varmare brun med grönare ögonformade fläckar. Tofsen är längre, den är svartare på hjässa och nacke, örontäckarna är mörkare och mer kontrasterande och den bara huden i ansiktet är orangeskär. Undersidan är också mindre tecknad. Honan har svartare och mer spetsiga ögonformade fläckar, otydlig ljusare fjällning ovan och gulare bar hud i ansiktet.
Hanens revirläte är ett högljutt, långsamt och sorgsamt "puu pwoii" med andra tonen mer utdragen och stigande. Även plötsliga och explosiva kacklande ljud han höras: "tchi-tchi-tchao-tchao wuk-wuk-wuk-wuk-wuk".

## Utbredning och status
Fågeln förekommer från södra Myanmar till södra Thailand och Malackahalvön. Den behandlas som monotypisk, det vill säga att den inte delas in i några underarter. Enligt genetiska studier utgör den en systerart till borneopåfågelfasanen (Polyplectron schleiermacheri).

## Status och hot
Malackapåfågelfasanen är beroende av låglänta skogar som försvinner i rask takt. Beståndet fragmentiseras allt mer, vilket gör fågeln sårbar för jakt. Den är därför upptagen på internationella naturvårdsunionen IUCN:s röda lista över hotade arter, kategoriserad som starkt hotad (EN).

## Bilder

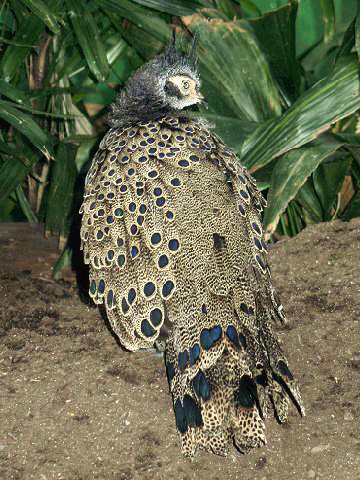
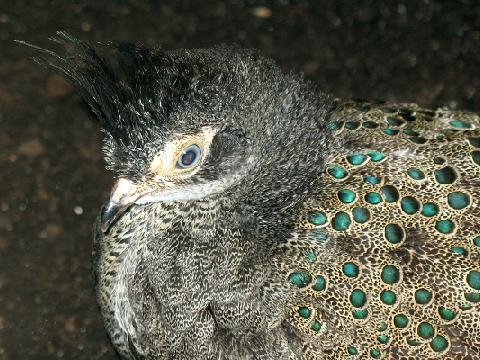
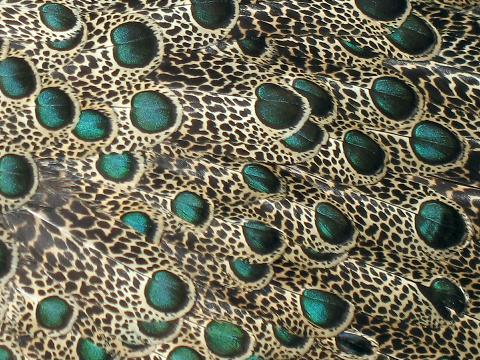